# Šahrijar
Šahrijar je sultan, ki se v zbirki pravljic Tisoč in ena noč poroči z Šeherezado in jo skozi tisoč in eno noč vzljubi.